# Moshé Yalón

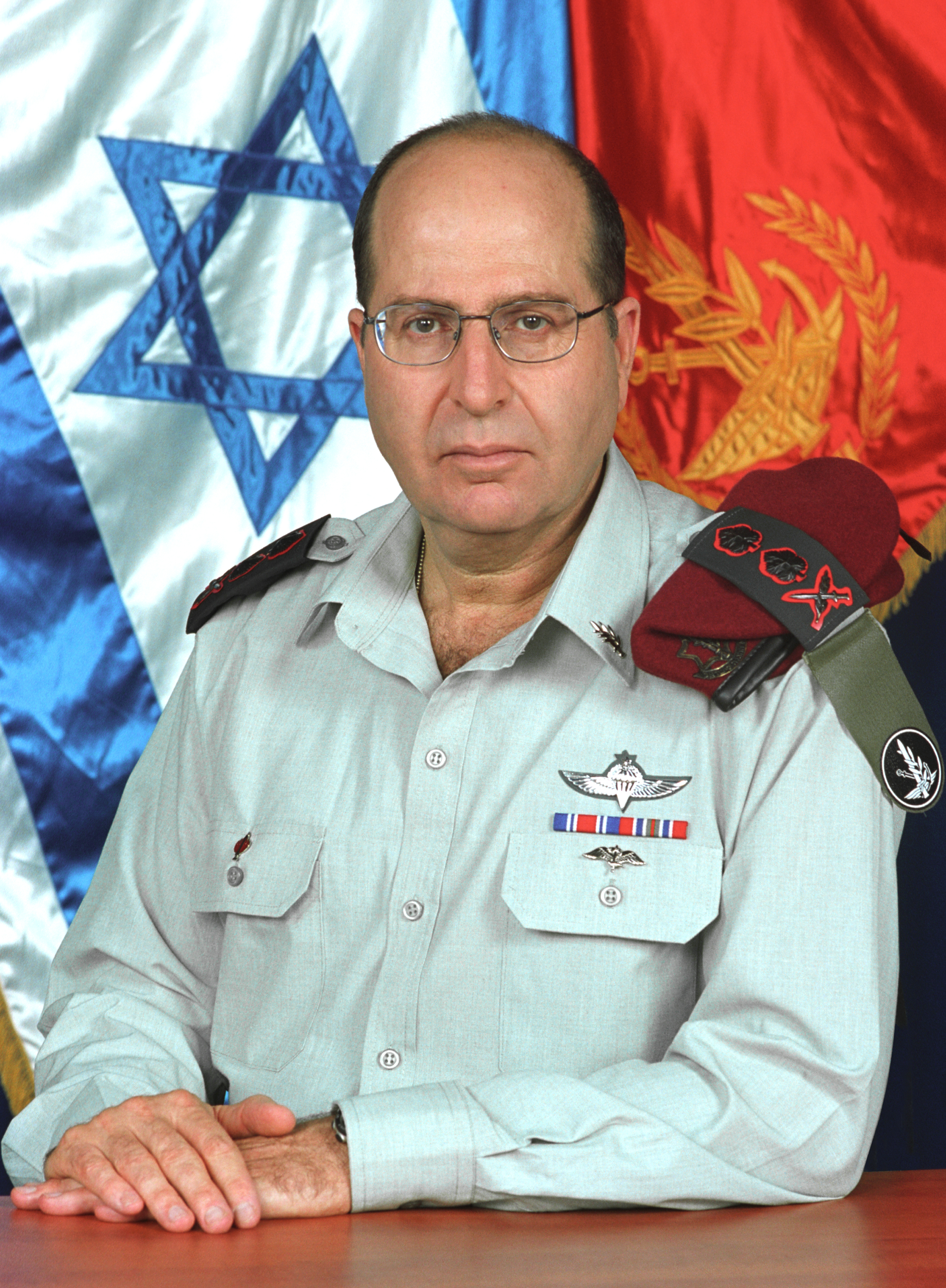
Moshé Yalón

Moshé «Bogie» Yalón (en hebreo: משה יעלון‎; nacido como Moshé Smilansky el 24 de junio de 1950) es un político israelí, ex Jefe del Estado Mayor de las Fuerzas de Defensa de Israel y antiguo ministro de Defensa del país.

## Primeros años
Moshé Smilansky nació el 24 de junio de 1950, hijo de David Smilansky y Batya Silber. Su padre, trabajador de fábrica, se había trasladado al Mandato Británico de Palestina en 1925, y era veterano de la Haganá y la Brigada Judía. Su madre era una superviviente del Holocausto que había luchado contra los nazis con los partisanos durante la Segunda Guerra Mundial. Llegó a Palestina ( tierra de Israel) en 1946. Smilansky creció en Kiryat Haim, un suburbio de clase baja de Haifa. Estuvo activo en el movimiento juvenil sionista socialista Hanoar Haoved Vehalomed y se unió a un grupo de la Brigada Nahal llamado "Yalón", nombre que más tarde adoptaría el mismo. Más tarde se trasladó al kibutz de Grofit, en la región de Aravá cerca de la ciudad sureña de Eilat. Entre 1968 y 1971 realizó su servicio militar obligatorio en las Fuerzas de Defensa de Israel, sirviendo en la Brigada Nahal.

## Carrera militar
En 1973, Yalón fue llamado como reservista durante la guerra de Yom Kipur. El 15 de octubre de 1973, su unidad se convirtió en la primera unidad de las Fuerzas de Defensa de Israel (IDF) en cruzar el Canal de Suez hacia Egipto. Continuó luchando como parte de la ofensiva israelí en tierras egipcias, y participó en el cerco del Tercer Ejército egipcio. Después de la guerra, se reincorporó al ejército israelí como soldado profesional, y completó un curso de oficial. Fue nombrado comandante de pelotón, y luego comandante en la escuela de oficiales. En 1978, se convirtió en un comandante de la Brigada de Paracaidistas.
Durante la Guerra del Líbano de 1982, Yalón se unió a Sayeret Matkal como comandante. Luego se volvió a unir a la Brigada de Paracaidistas y fue elegido comandante del 890.º Batallón. Durante este tiempo, fue herido en la pierna mientras lideraba una persecución de combatientes de Hezbolá en el Líbano.
Yalón se marchó al Reino Unido para estudiar en el Colegio Mayor de Camberley del Ejército Británico. A su regreso a Israel, fue ascendido al cargo de Coronel y elegido comandante de Sayeret Matkal. Bajo el liderazgo de Yalón la unidad consiguió realizar logros notables, y recibió cuatro recomendaciones de honor. Al terminar su periodo como comandante, Yalón estudió en la Universidad de Haifa, en la que obtuvo un Grado en Ciencia Política, y tomó un curso de Cuerpo de Blindados. En 1990, Yalón fue elegido comandante de la Brigada de Paracaidista, y dos años más tarde en comandante de la División de Judea y Samaria. El 10 de diciembre de 1992, Yalón mató a un militante del Movimiento de la Yihad Islámica en Palestina con una granada de mano después de que el militante hubiera abatido a un operativo de Yamam que le estaba persiguiendo. En 1993, fue elegido comandante de una base de entrenamiento de las IDF, y comandante de una división blindada. En 1995, Yalón fue ascendido a Mayor General y designado jefe de la Inteligencia Militar. En 1998 fue nombrado comandante del Mando Central. Mientras servía en este cargo estalló la Segunda Intifada en septiembre de 2000.
Yalón fue elegido Jefe del Estado Mayor de las Fuerzas de Defensa de Israel el 9 de julio de 2002, y sirvió hasta el 1 de junio de 2005. El principal objetivo durante su período como jefe de Estado Mayor fue el esfuerzo del ejército para sofocar la Segunda Intifada. Bajo su mando, el ejército israelí llevó a cabo la Operación Escudo Defensivo.
En febrero de 2005, el ministro de Defensa Shaul Mofaz decidió no prolongar otro año más el servicio de Yalón como Jefe del Estado Mayor. Esto marcó el clímax de las tensiones entre Mofaz y Yalón, que habían surgido en parte por la protesta de Yalón al plan de retirada de Gaza. El 1 de junio de 2005 Yalón se retiró del ejército y Dan Halutz; su sucesor como Jefe del Estado Mayor, supervisó la retirada. 

### Asuntos judiciales
En diciembre de 2005, los familiares de las víctimas del bombardeo de Qana de 1996 presentaron una demanda contra Yalón en Washington D. C., por su presunta participación en sus muertes. A finales de 2006, mientras Yalón estaba en Nueva Zelanda en un viaje de recaudación de fondos privados para el Fondo Nacional Judío, el juez del tribunal de distrito de Auckland Avinash Deobhakta emitió una orden de arresto contra él por presuntos crímenes de guerra a raíz de su papel en el asesinato en 2002 del comandante de Hamás Salah Shahade, que murió cuando un avión israelí bombardeó su casa en Gaza, en una operación de asesinato selectivo. También murieron 14 civiles en el ataque aéreo. Deobhakta declaró que Nueva Zelanda tenía la obligación de procesarlo bajo la Convención de Ginebra. El fiscal general Michael Cullen ordenó la suspensión de la orden después del consejo de la Oficina Jurídica de la Corona de que no había pruebas suficientes para procesarlo, y la orden fue cancelada cuando Yalón se marchó de Nueva Zelanda.

### Think tanks
Tras dejar su cargo como Jefe del Estado Mayor, Yalón pasó algún tiempo en el think tank Washington Institute for Near East Policy y se convirtió en miembro distinguido del Instituto Adelson de Estudios Estratégicos en el Centro Shalom. Yalón también ocupó el cargo de presidente del Centro para la Identidad y la Cultura Judía en Beit Morashá, Jerusalén.

## Carrera política

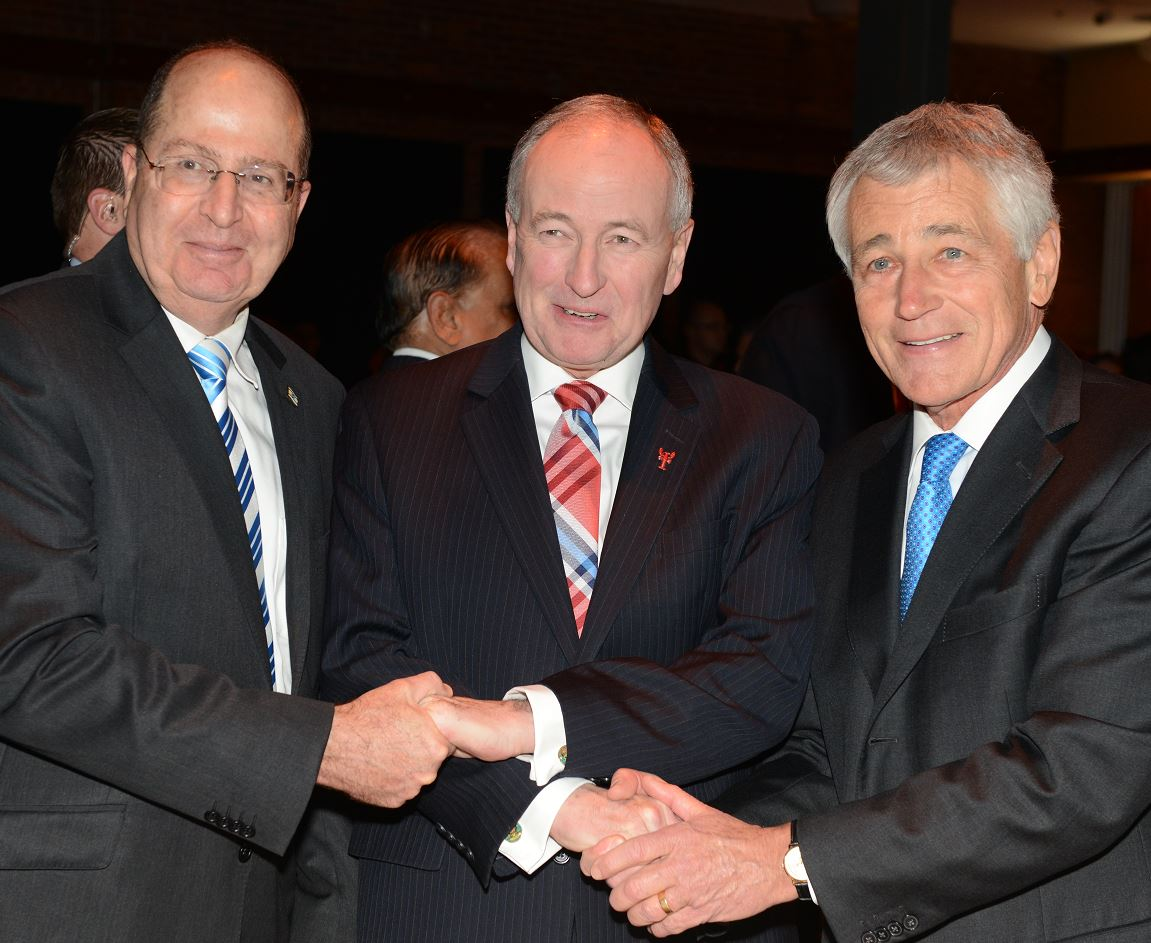
Yalón con Rob Nicholson, Ministro de Defensa Nacional canadiense, y Chuck Hagel, Secretario de Defensa estadounidense, en el Foro de Seguridad Internacional de Halifax de 2013

El 17 de noviembre de 2008. Yalón anunció que se uniría a Likud y que participaría en las primarias que determinarían los candidatos de Likud para las elecciones de 2009. Obtuvo el octavo lugar en la lista del partido, y entró en la Knéset, dado que Likud ganó 27 escaños. En la formación del gobierno de Netanyahu, fue elegido como vice primer ministro de Israel (junto con Silvan Shalom) y ministro de Asuntos Estratégicos. En marzo de 2013 reemplazó a Ehud Barak como ministro de Defensa.
Como ministro de Defensa Yalón decidió continuar fabricando y comprando tanques Merkava para las IDF, pese a que todo el proyecto estaba en duda debido a problemas de presupuesto y la cuestión fundamental de si era necesario el uso de tanques en campos de batalla modernos. Durante el mandato de Yalón, fuentes extranjeras afirmaron que la Fuerza Aérea de Israel lanzó varios ataques aéreos en depósitos de armas avanzadas en Siria antes de que fueran transferidas a Hezbolá.
Dimitió el 20 de mayo de 2016, argumentando "difíciles discrepancias en aspectos profesionales y morales" con el primer ministro Netanyahu y advirtió que "elementos extremistas y peligrosos han tomado el control de Israel y del Likud"
Moshé Yaalón se presentó a las elecciones legislativas en la Knéset en 2019, como el líder del partido Télem, y como el miembro número tres de la coalición electoral Kahol Laván, una lista conjunta creada por la fusión del partido Hosen L'Israel, liderado por el antiguo Ramatcal de las FDI el ex-General Benny Gantz, y por el partido Yesh Atid, liderado por Yair Lapid.

## Declaraciones controversiales
Algunas declaraciones públicas de Yalón han sido controversiales. 

### Amenaza palestina
El 27 de agosto de 2002, contó al periódico Haaretz que «La amenaza palestina tiene unos síntomas similares al cáncer que deben ser tratados. Hay todo tipo de soluciones para el cáncer. Algunos dicen que es necesario amputar órganos, pero en este momento estoy aplicando quimioterapia». En enero de 2004, declaró públicamente que los trece soldados de la unidad militar Sayeret Matkal que se negaron a servir en los territorios palestinos habían deshonrado el nombre de su unidad. 

### Irán
Yalón considera a Irán la fuente principal de inestabilidad y terrorismo en la región. En enero de 2008, durante un debate en el IDC Herzliya, Yaalón dijo que «Es imposible estabilizar la situación mundial y especialmente la situación en Oriente Medio sin enfrentarse antes a Irán». En una entrevista con The Sydney Morning Herald Yaalón declaró: «Tenemos que enfrentarnos a la revolución iraní inmediatamente. No hay forma de estabilizar Oriente Medio hoy en día sin derrotar el régimen iraní. El programa nuclear de Irán debe ser detenido». Para derrotar a Irán añadió que «Deben ser consideradas todas las opciones y herramientas». Cuando se le preguntó acerca de si esto incluía deponer militarmente a Ahmadineyad y el resto del liderazgo iraní, Yaalón dijo que «Tenemos que plantearnos asesinarle.» También dijo que los Estados Unidos, en lugar de llevar a cabo la Invasión de Irak de 2003, deberían haber atacado a Irán en ese mismo año.

### Incidente del virus

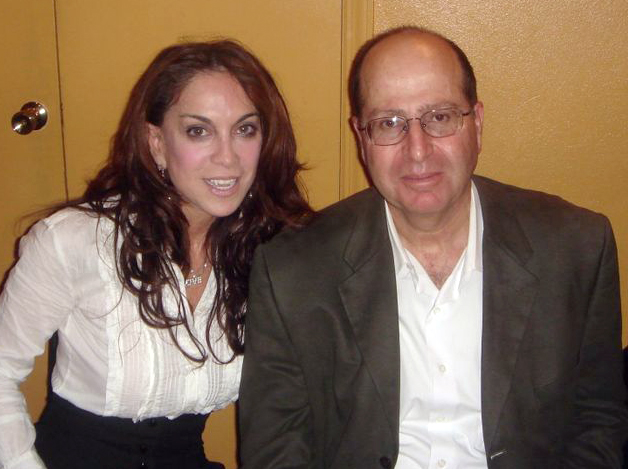
Yalón con la activista política americana Pamela Geller

En agosto de 2009, Yalón visitó las ruinas de Homesh, un asentamiento evacuado durante el plan de retirada unilateral israelí en 2005 y realizó un tour por los asentamientos israelíes del norte de Cisjordania, considerados puestos no autorizados. Dijo que estas comunidades eran todas legítimas y no deberían llamarse «ilegales». Además, participó en una convención de Manhigut Yehudit (Liderazgo Judío), la facción de asentadores más de derechas dentro del partido Likud, en el que condenó el plan de retirada, calificó al grupo activista Paz Ahora de «virus» y dijo que «Nos acostumbramos a que a los árabes les sea permitido vivir en cualquier parte, en el Néguev, Galilea, Nablus, Yenín, y [sin embargo] hay zonas en las que a los judíos no se nos permite vivir. Nosotros hemos causado esto». También indicó que «En cuanto a la cuestión de los asentamientos, en mi opinión los judíos podemos y deberíamos vivir por toda la Tierra de Israel». «En primer lugar, todos los asentamientos tienen que obtener la aprobación de las autoridades, y lo que ocurra sobre la marcha, en contradicción con estas decisiones, no es legítimo. Va en contra de la ley».
Más tarde, tras una reunión con el primer ministro Netanyahu, Yalón se retractó de partes de sus declaraciones y dijo que «reconoce la importancia del discurso democrático y el respeto de otras opiniones». Yalón explicó que, de hecho, todos lo israelíes quieren paz, ahora. No obstante, hizo hincapié en la necesidad de aceptar el hecho de que la paz no llegará de inmediato, de lo contrario «dañaría a Israel». En su opinión, la idea de que "Israel solamente necesita entregar un trozo más de tierra y luego conseguirá la paz" es un tipo de «virus».

## Vida personal
Yalón está casado y tiene tres hijos. Él y su esposa viven en Modi'ín, y todavía son miembros del kibutz Grofit.[cita requerida]